# Enez
Enez (in greco antico: Αἶνος?, Àinos)  è una città della Turchia, centro dell'omonimo distretto della provincia di Edirne.
Enez si trova sull'estuario del fiume Evros che in quel tratto segna anche il confine con la Grecia.

## Storia
La città sorge su una riva rocciosa circondata da paludi e corrisponde all'antica città greca di Eno, che fra il 1388 ed il 1462 fu possedimento della famiglia genovese dei Gattilusio finché non venne conquistata dagli Ottomani nel 1456. A seguito dello scambio di popolazioni tra Grecia e Turchia del 1923 gli abitanti greci si trasferirono prevalentemente ad Alessandropoli.
La città fu sede anche di un'antica diocesi risalente all'epoca bizantina, la metropolia di Eno.